# Huîtrier pie

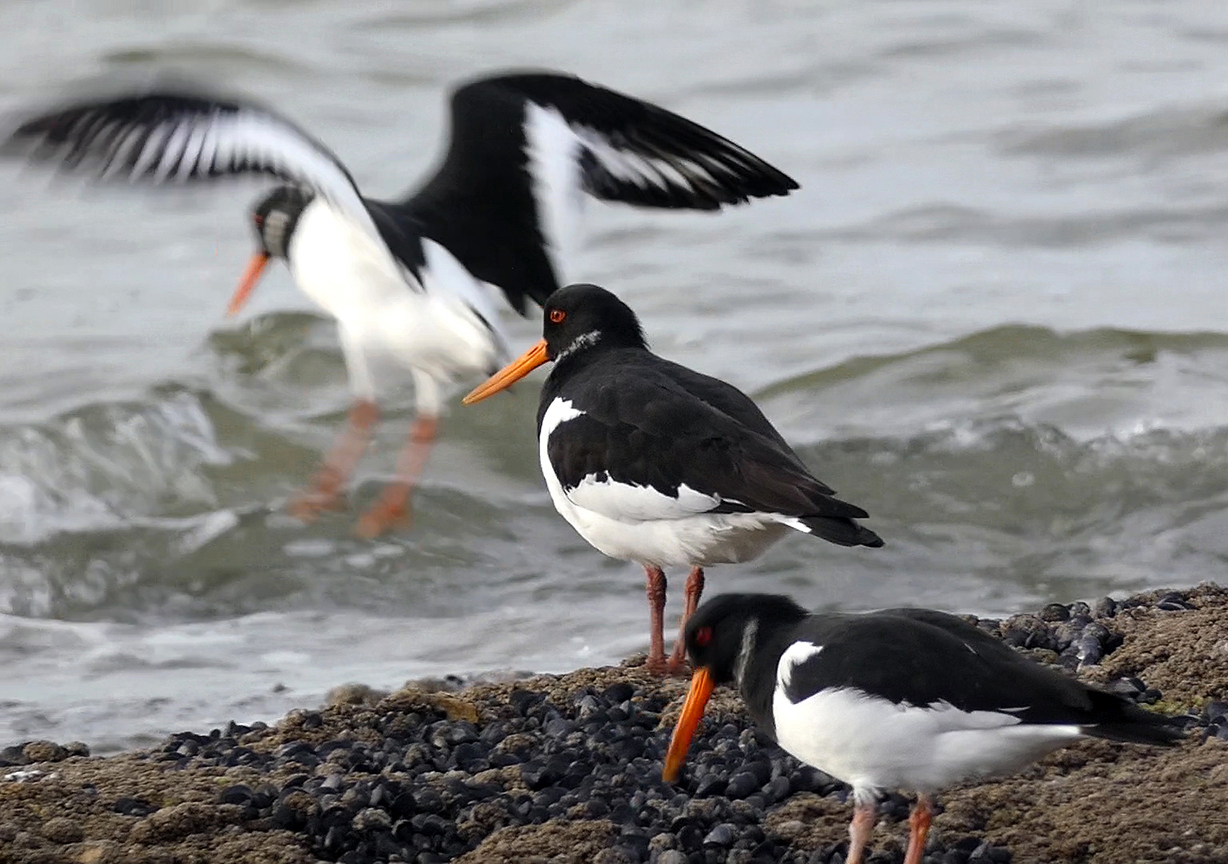
Des huitriers-pies se nourrissent de moules sur les rochers à marée basse.

Haematopus ostralegus
Espèce
Statut de conservation UICN

 NT A2bc+3b+4bc : Quasi menacé
L'Huîtrier pie (Haematopus ostralegus), aussi appelé Pie de mer, est une espèce d'oiseaux de la famille des huîtriers. 
Seul huîtrier vivant en Europe, il est très reconnaissable à son plumage noir sur le dessus et blanc sur le dessous et à son long bec orange vif. Mesurant environ 40cm de long et 80cm d'envergure, il présente un léger dimorphisme sexuel, les femelles étant souvent un peu plus imposantes que les mâles, avec un bec plus long et fin.
Le bec de l'Huîtrier pie a fait l'objet de nombreuses études : sa croissance rapide et sa forme sont étroitement corrélées à son régime alimentaire. Un bec long et fin signale un individu qui se nourrit principalement de vers marins et de petits coquillages, tandis qu'un bec émoussé signale un individu qui se nourrit de gros coquillages martelés, d'autres individus enfin possédant des formes intermédiaires.

## Noms et étymologie
Son nom scientifique Haematopus ostralegus, donné par Carl von Linné, se rapporte à son régime alimentaire et à son apparence. Haematopus vient du grec hémato ou haima pour sang, et podos ou pous pour pied. Ostralegus vient du latin ostrea pour huître et lego pour ramasser ou cueillir. Ce nom signifie donc « (oiseau) à pattes rouges ramasseur d'huîtres »,,.
En français, son plumage noir et blanc a donné le nom « huîtrier pie »,. Il est aussi appelé « pie de mer », notamment en Bretagne, ainsi que « huîtrier de mer » et « cipaille ».
Son nom se rapporte à l'huître dans plusieurs langues : ostrero en espagnol, oystercatcher en anglais, Austernfischer en allemand. Il est en revanche appelé beccaccia di mare, bécasse de mer, en italien.

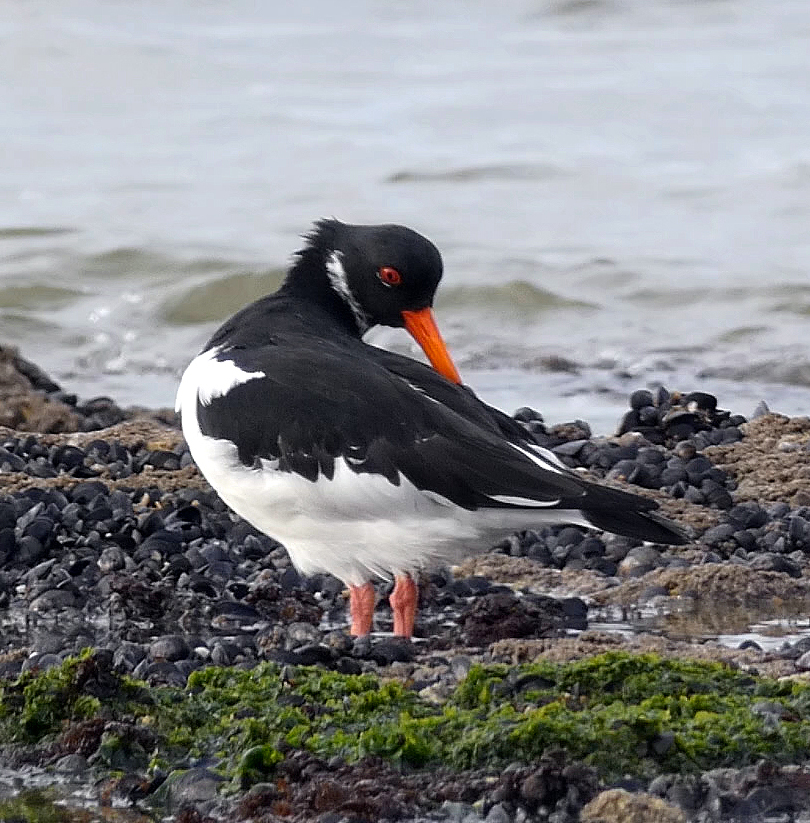
Pornichet (France).

## Description

### Dimensions et poids
L'Huîtrier pie mesure 40 à 45 centimètres de longueur, avec une envergure de 80 à 86 centimètres,,,. Certaines sources rapportent que les mâles et les femelles sont absolument identiques,, mais des statistiques précises montrent que la femelle est en général légèrement plus grande et plus lourde que le mâle, avec un bec plus long,. Ces observations ne sont cependant pas absolues et le dimorphisme peut varier selon l'âge des individus ou l'environnement, ce qui remet en cause la reconnaissance des mâles ou des femelles d'après ces seuls critères physiques.
Le poids varie, selon les sources, entre 480 et 610g, 400 et 700g ou 400 et 820g. Triplet et Goss-Custard précisent que le poids varie considérablement selon que les oiseaux ont l'estomac vide ou plein, le contenu de celui-ci pouvant représenter 20% de leur masse totale, et estiment la masse la plus fréquente entre 500 et 550g. Des variations de poids sont à noter selon la localisation, la saison, l'âge et le sexe : les oiseaux pèsent généralement plus lourds en hiver et les femelles pèsent plus lourd d'une manière générale, en moyenne 100g de plus que les mâles.

### Plumage
Son plumage reconnaissable est bicolore, noir sur la tête, le dos, le dessus des ailes et la gorge, et blanc sur le ventre, le dessous des ailes, le croupion et la queue, à l'exception d'une bande noire terminale sur celle-ci. Le dessus des ailes portent des bandes blanches très visibles en vol. La couleur des rémiges primaires peut varier, avec un blanchissement chez les jeunes individus. Les pattes sont rose pâle ou grisâtre chez les juvéniles et rose foncé chez les adultes. L'iris varie entre marron, orange et rouge, et l'œil est entouré d'un cercle jaune sombre, orange ou rouge,,,,.
Chez les individus matures, la gorge est entièrement noire en période nuptiale et porte un collier blanc en hiver. S'il est présent en été, ce collier blanc caractérise des juvéniles et des individus non-reproducteurs,.

L'Huîtrier pie connaît deux périodes de mue, l'une après la reproduction, de juillet à l'automne, et l'autre, moins complète, de janvier à mars,.

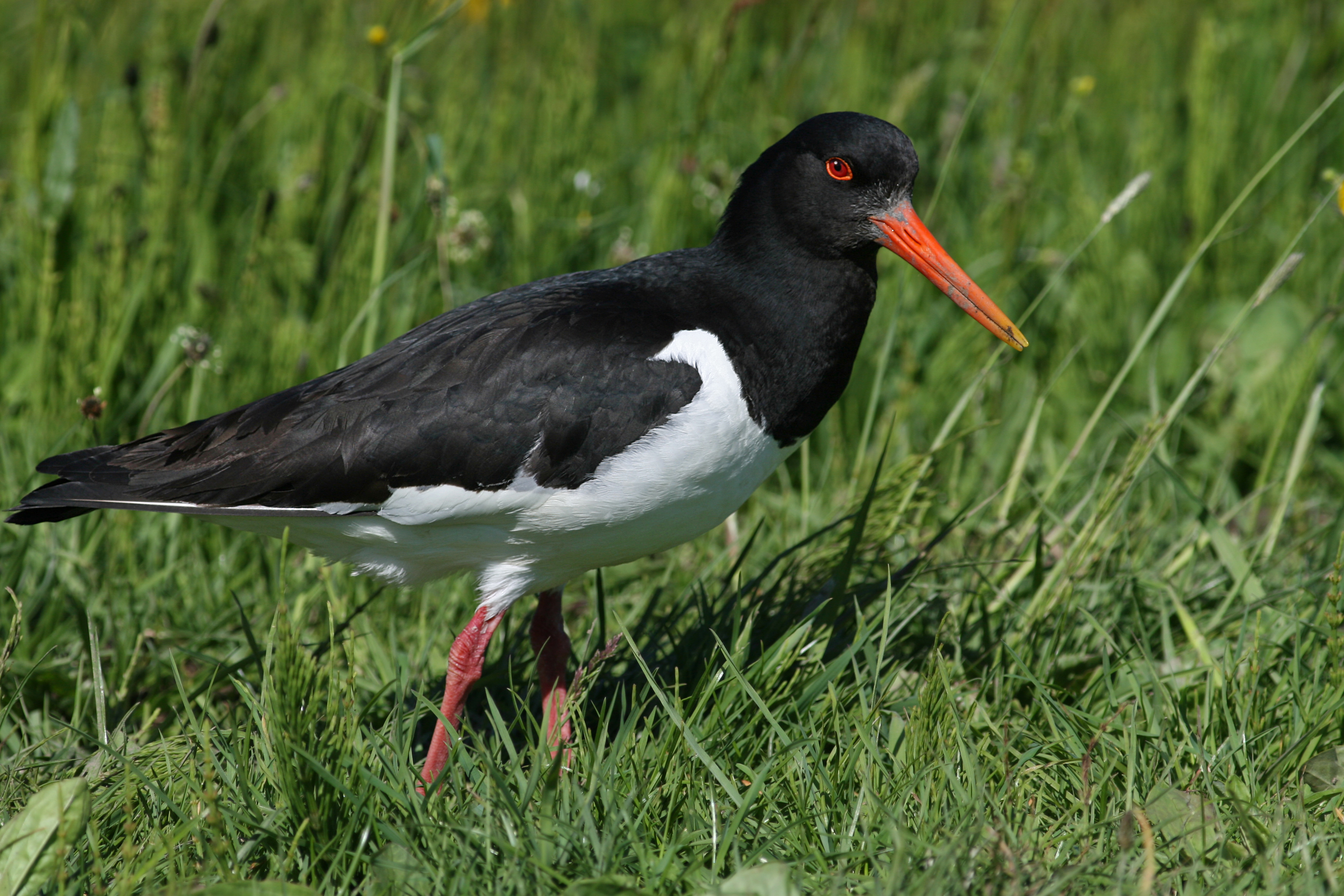
Plumage nuptial : bec orange vif à rouge, pattes roses, gorge noire.
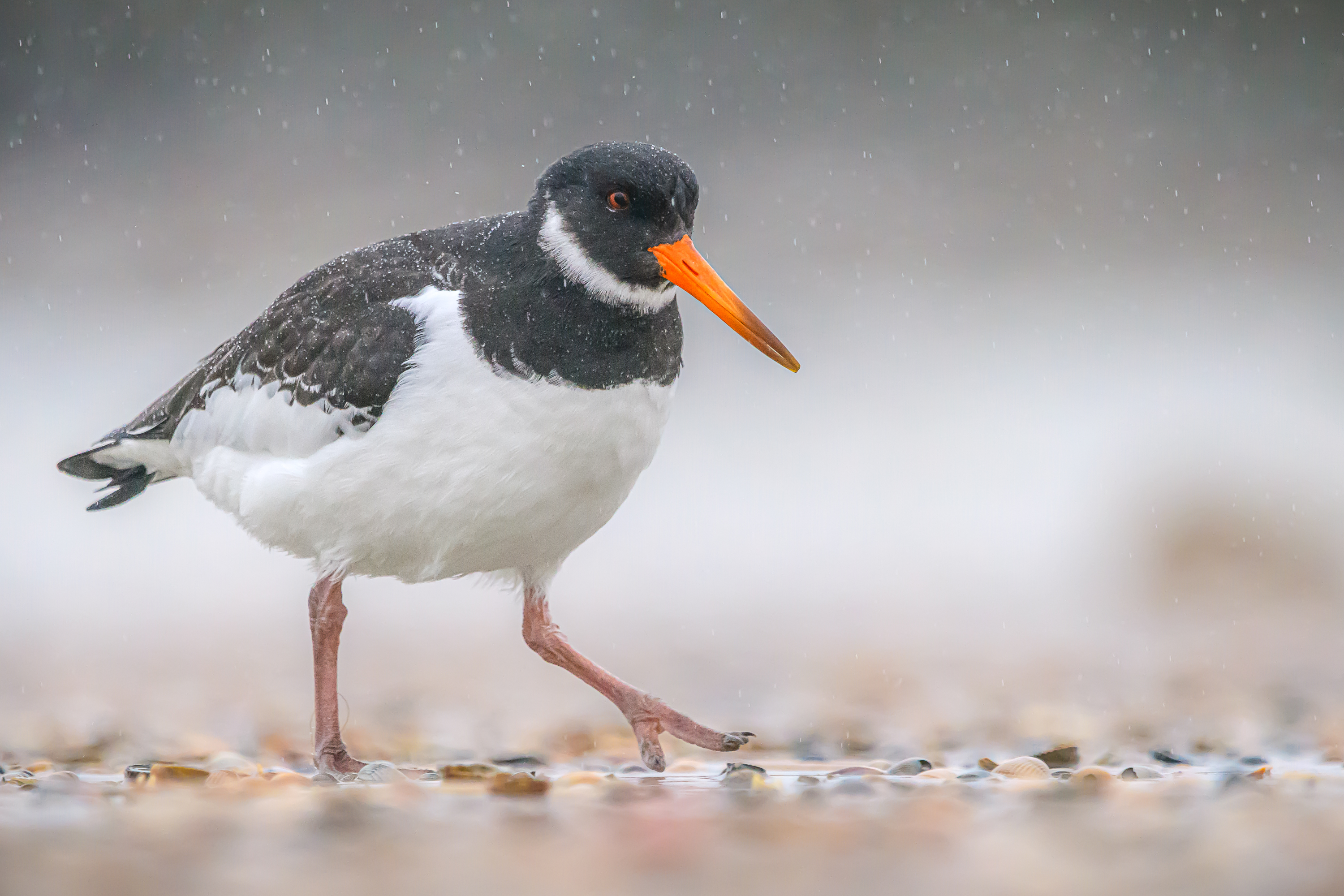
Jeune ou adulte en plumage hivernal : pointe sombre sur le bec, pattes claires, bande blanche sous la gorge.
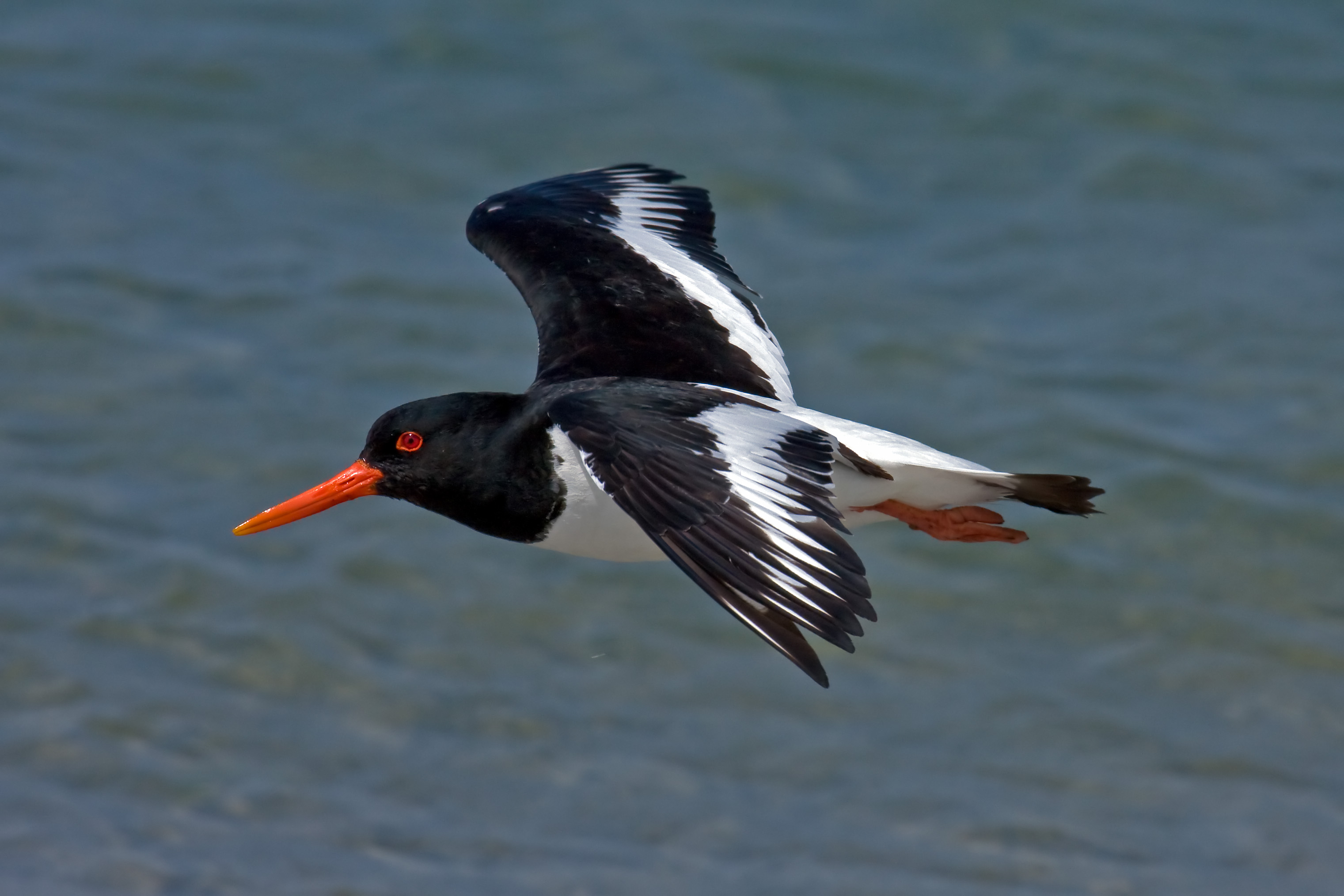
En vol : dessus des ailes noir avec bande blanche, croupion blanc, barre noire terminale sur la queue.
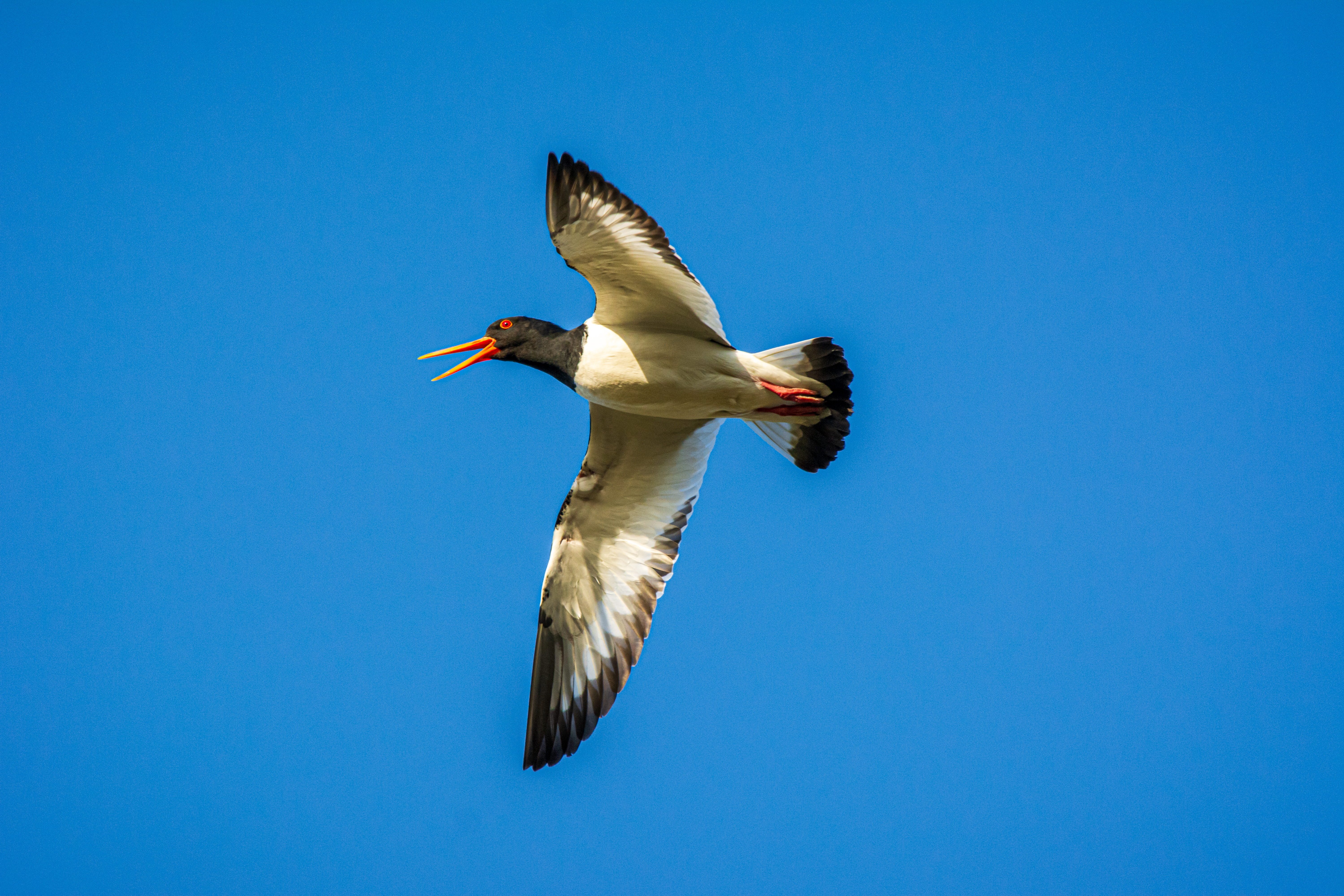
En vol : dessous des ailes et ventre blancs.

### Variations du bec

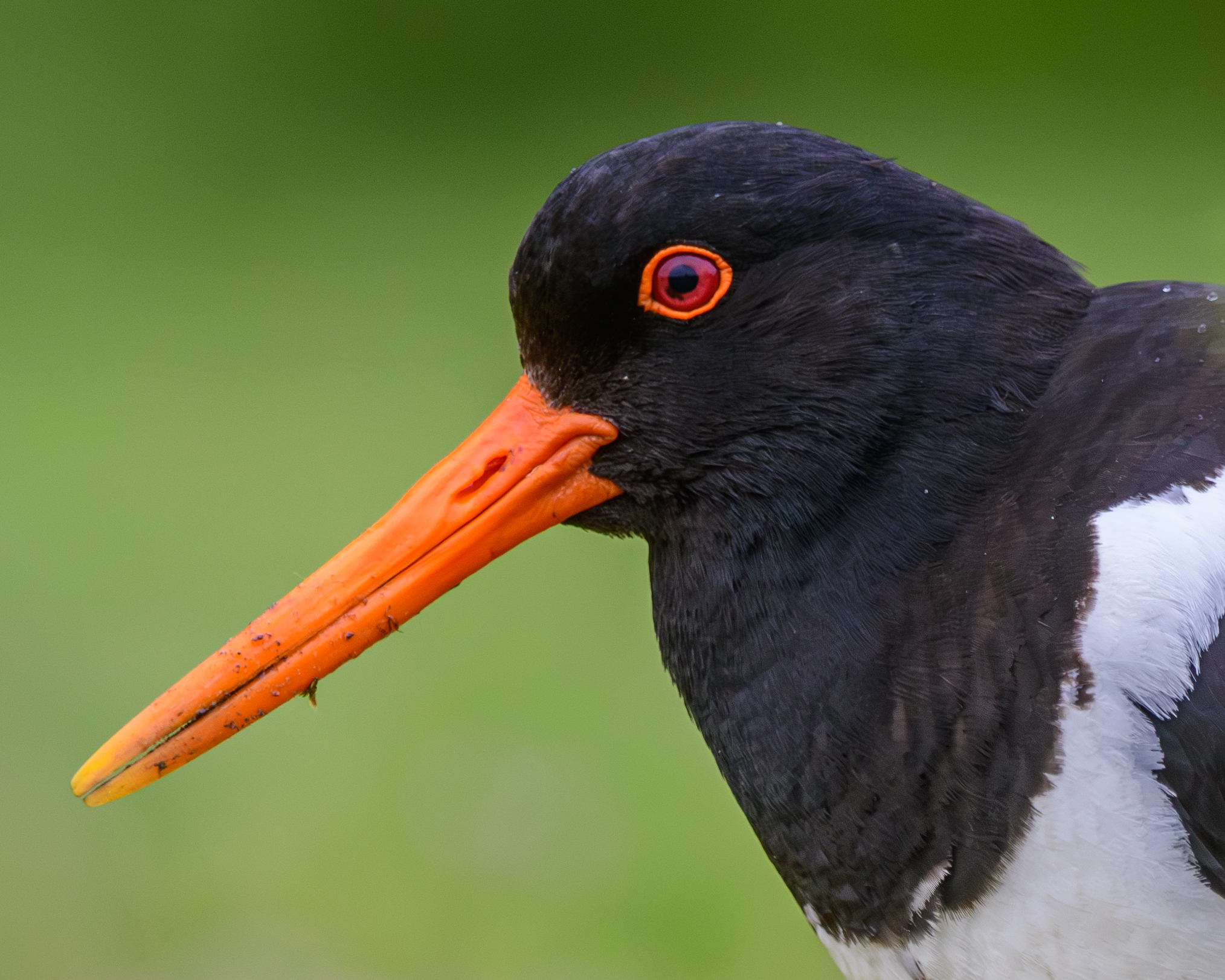
Détail du bec d'un Huîtrier pie (Île de Noderney, Allemagne, 2024).

Le bec de l'Huîtrier pie a fait l'objet de nombreuses études. Il mesure généralement entre 70 et 80mm et est souvent plus long et plus fin chez la femelle,,. Quelques cas de becs plus longs que la normale ont été recensés, certains allant jusqu'à 150 ou 160mm, une anomalie probablement liée à une surproduction de kératine. Le bec peut aussi être sujet de malformation, comme une mandibule sensiblement plus longue que l'autre.
Le bec croît de 0,4mm à 0,5mm par jour, une croissance rapide par rapport aux autres oiseaux, qui permet aux Huîtriers pies de compenser l'usure due à leur mode d'alimentation. Cette croissance est nécessaire pour que le bec reste suffisamment long afin de briser des coquillages et permet à sa forme de s'adapter en fonction des proies. Le bec varie en effet selon l'alimentation, avec trois formes définies : pointue, en forme de ciseau (aussi appelé forme intermédiaire) ou émoussée. Swennen et al. (1983) et Zwarts et al. (1996) ont défini ces types selon la longueur totale du bec et la hauteur moyenne à son extrémité (3,81mm pour le bec pointu, 4,51mm pour le bec en ciseau et 5,01mm pour le bec émoussé),,,.
Les becs pointus se retrouvent à 70% chez les femelles et sont les plus fréquents chez les jeunes. Ils sont associés à une alimentation à base de petits coquillages ouverts par insertion du bec dans la coquille ou de vers marins comme la gravette ou l'arénicole. Les becs en ciseau sont associés à la recherche de coquillages profondément enfoncés dans le sol et à un régime mixte, composés de coquillages et de vers. Enfin les becs émoussés se retrouvent à 90% chez les mâles et sont associés aux coquillages ouverts par martelage, comme la Telline de la Baltique,,.
Les individus consomment un type de proies précis d'une année sur l'autre et sont plus efficaces dans la technique de chasse pour laquelle leur bec est adapté. En cas de changement de régime, la forme du bec doit s'adapter elle aussi, ce qui prend 2 à 3 semaines,. La forme du bec et l'alimentation peuvent aussi découler d'aptitudes individuelles ou de l'âge : ainsi les individus aux becs les plus longs peuvent sonder plus profondément dans le sol, les individus les plus grands peuvent se nourrir des proies les plus grandes, et les oiseaux les plus âgés se montrent les plus aptes à ouvrir des moules.
La forme et les dimensions du bec sont utilisées comme critère pour différencier mâles et femelles lors d'observations sur le terrain, bien que certains auteurs jugent cette pratique peu fiable,. Zwarts et al. (1996) rapportent un taux de réussite de 87% sur un panel d'individus identifiés d'après les dimensions du bec.

### Espèces ressemblantes
Seul représentant du genre Haematopus en Europe, son apparence très reconnaissable rend l'Huîtrier pie impossible à confondre avec d'autres limicoles,. 
Seuls d'autres Huîtriers à plumage noir et blanc lui ressemblent, tels que l'Huîtrier de Corée (Asie du Sud-Est) ou l'Huîtrier de Finsch (Australie), considérés par certains auteurs comme des sous-espèces,. D'autres Huîtriers d'apparence proche vivent dans des zones trop éloignées pour qu'ils puissent être confondus, comme l'Huîtrier d'Amérique, l'Huîtrier des Chatham en Nouvelle-Zélande et l'Huîtrier à long bec en Australie.

## Comportement

### Alimentation

#### Espèces consommées

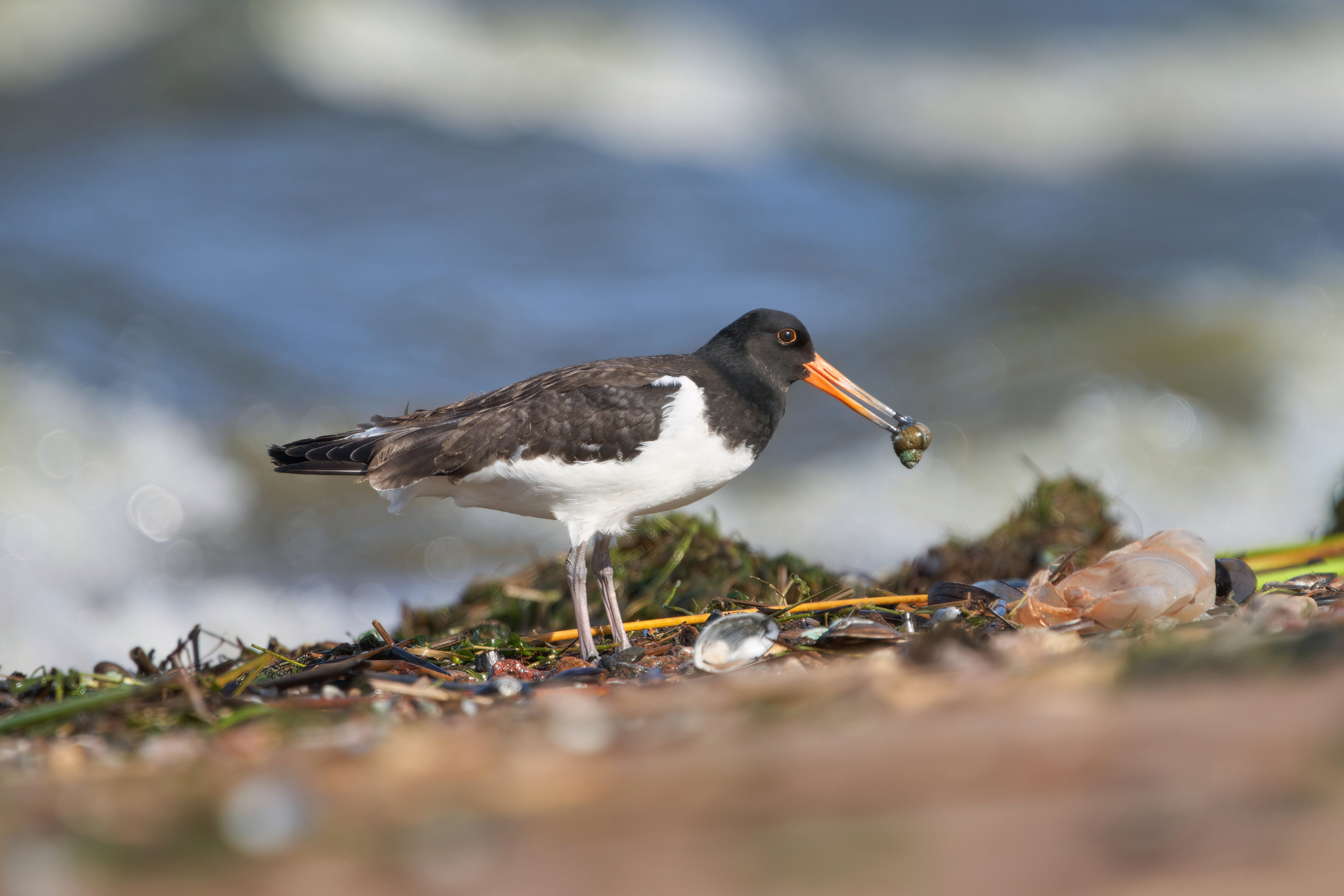
Juvénile ayant attrapé un gastéropode (Oblast de Léningrad, Russie, 2022).

Malgré son nom, il ne consomme pas d'huîtres car cette espèce a disparu à l'état sauvage,. 
Son régime alimentaire est principalement constitué de coques communes, de moules communes, de Tellines de la Baltique et de lavagnons, ainsi que, sur les estrans rocheux, de patelles, de bigorneaux et d'autres littorines,,,. Il consomme aussi de petits coquillages fins et peu résistants comme la telline-papillon et la donace des canards, qui se cachent en profondeur dans le sable, et des polychètes. Il mange aussi des vers de terre, notamment en hiver, et occasionnellement des crabes enragés et des crevettes grises, ainsi que très rarement des petits poissons et des insectes,,,. Comme les autres limicoles, l'Huîtrier pie lave ses proies avant de les avaler, vraisemblablement pour éliminer les particules non digestibles, telles que la vase. 
La taille des proies varie de 8mm pour les plus petites coques communes à près de 10cm pour les Anadara ou les Myes communes. Les coquillages en dessous d'une certaine taille ne sont pas consommés, de même que certains trop volumineux qui pourraient endommager le bec. Les individus semblent préférer certaines tailles de proies, selon leur facilité à les ouvrir, leur statut de dominant ou non et leur habitat. 
Contrairement à de nombreux oiseaux côtiers, l'estomac musculaire des Huîtriers pie est peu développé. En raison de la technique d'ouverture de la nourriture, il n'est pas nécessaire pour ces oiseaux d'écraser les crustacés dans le gésier.[réf. nécessaire] Les Huîtriers pie peuvent avaler entièrement les petits coquillages. Pour les bivalves, cela est possible jusqu'à un diamètre de 8 millimètres, pour les moules jusqu'à 12 millimètres.[réf. nécessaire]

#### Repérage des proies

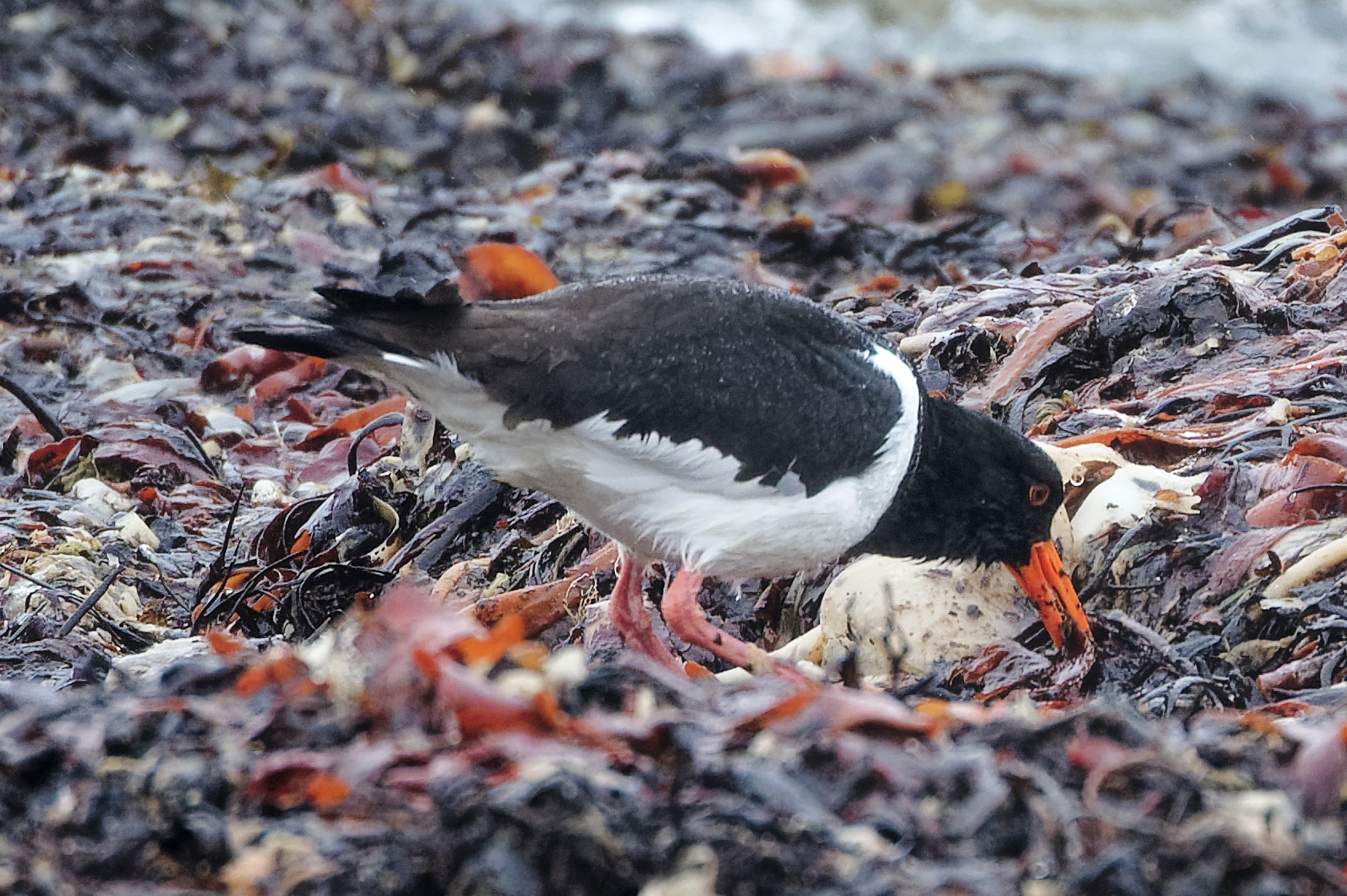
Adulte remuant des algues (Plage d'Ytri Tunga, Snæfellsnes, Islande, 2024).

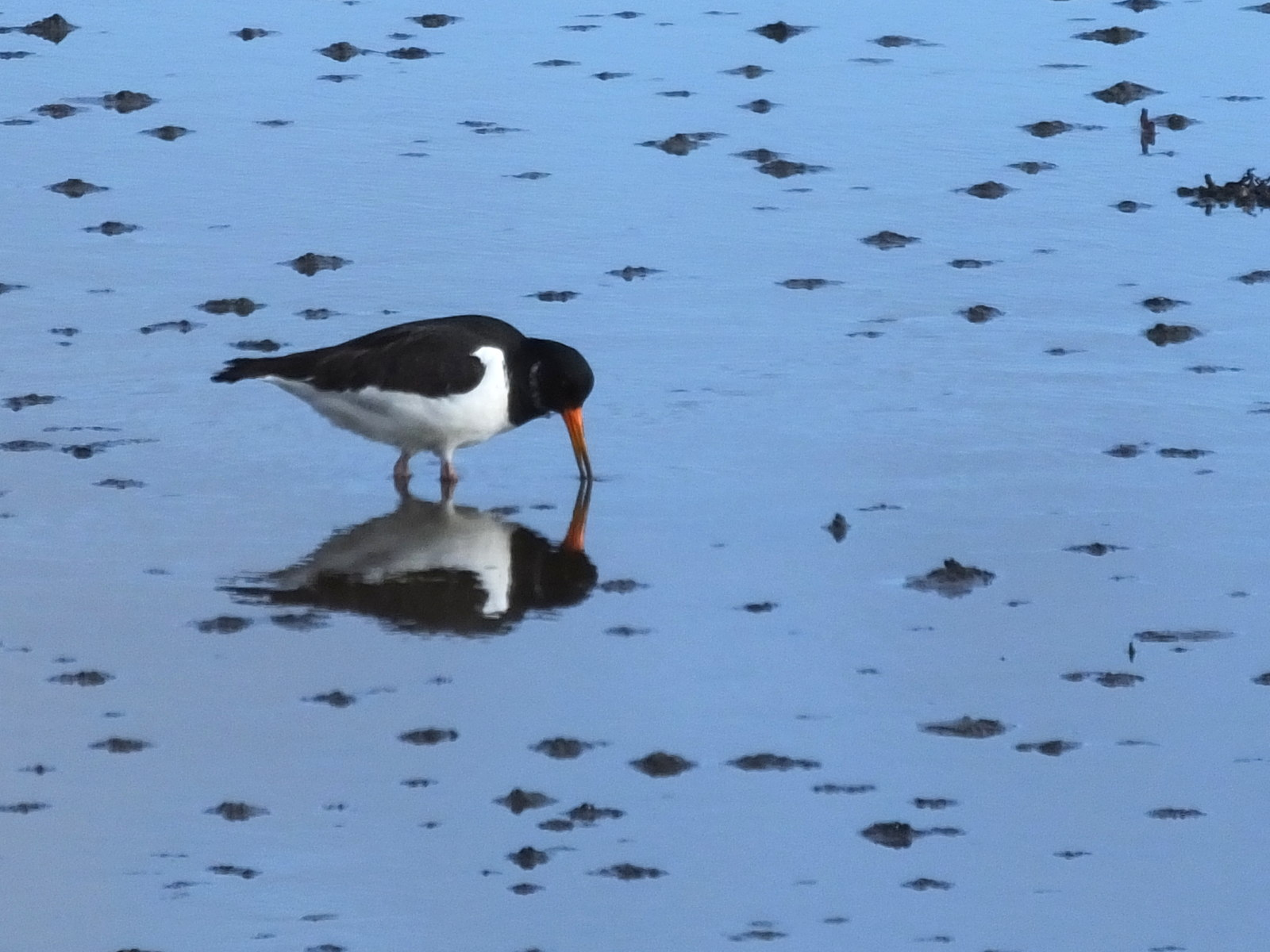
Adulte sondant l'estran à marée basse, à la recherche de coquillages (Kennacraig, Royaume-Uni, 2014).

Il est attesté que l'Huîtrier pie repère ses proies principalement à la vue ou au toucher, mais certains auteurs suggèrent qu'il pourrait aussi utiliser d'autres sens, notamment le goût, comme c'est le cas chez d'autres limicoles, ou l'ouïe,.
Afin de trouver les proies qui composent son régime alimentaire, l'Huîtrier pie doit s'alimenter pendant les périodes de marée basse, y compris la nuit. Puis, une fois rassasié, il rejoint des reposoirs lorsque la marée remonte.
En journée, il repère ses proies vivant à la surface, comme les moules et les patelles, par la vue,. Les traces laissées sur le sable par les coquillages enfouis, comme les Tellines de la Baltique, sont un indice qui augmente ses chances de capture. Il peut aussi utiliser le toucher, par une méthode de « labourage » ou « multi-piquage rapide » : il enfonce son bec de quelques centimètres dans le sol et effectue un mouvement répétitif qui rappelle celui d'une machine à coudre,. Cela lui permet de repérer des proies cachées sous des algues ou de la vase ou légèrement enfouies, grâce aux nerfs situés à l'extrémité de son bec appelés Corpuscules de Herbst (en),. 
La nuit, où il dépend entièrement du toucher, son succès alimentaire est plus bas. Son sens du toucher lui permet néanmoins de faire la différence entre les coquillages vivants et les coquilles vides.

#### Techniques de chasse

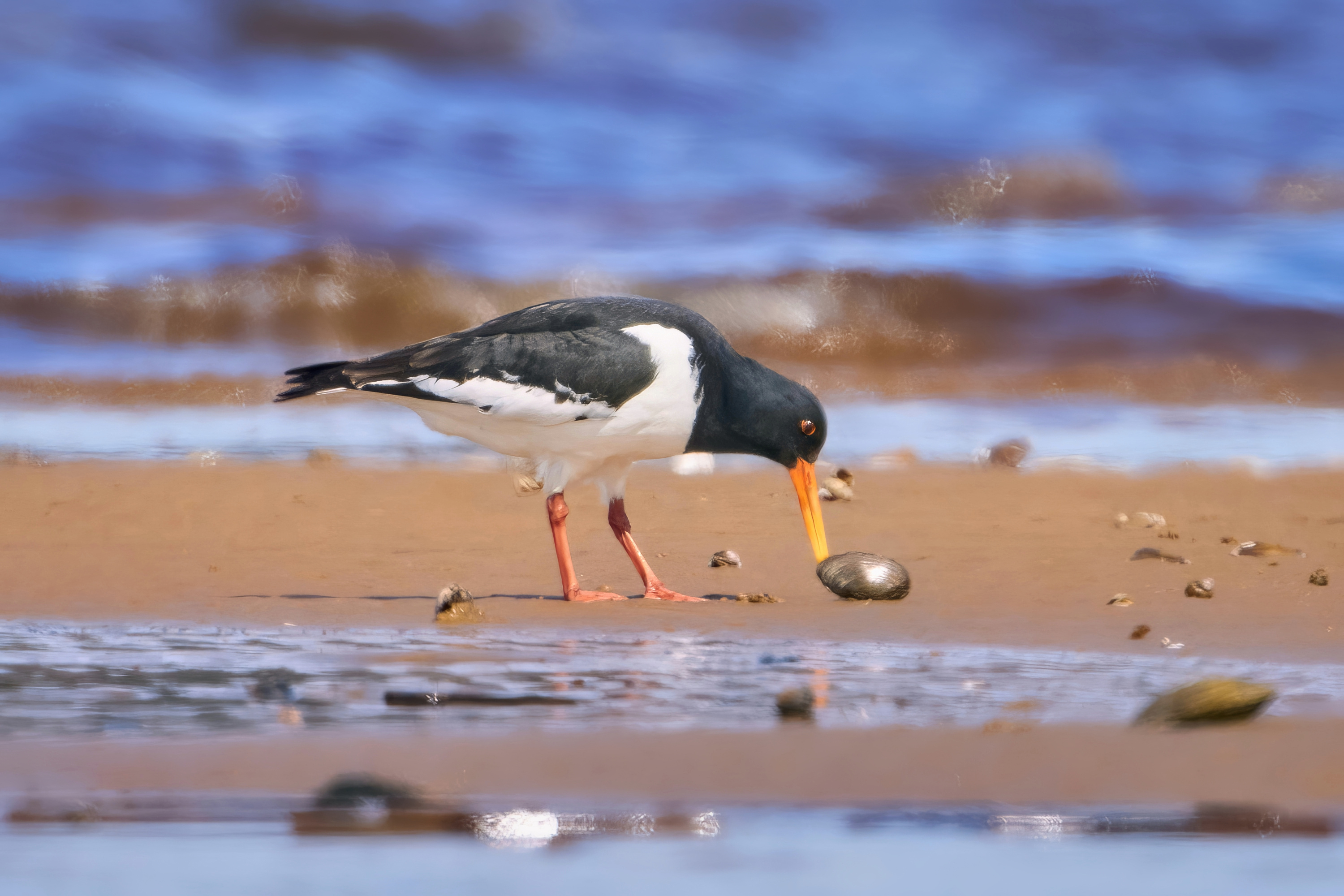
Adulte avec un bivalve (Oblast de Léningrad, Russie, 2023).

L'Huîtrier pie enfonce généralement sa tête dans le sol jusqu'à l'œil lorsqu'il chasse et peut ouvrir des bivalves sans les extraire du sable. La longueur de son bec conditionne sa capacité à atteindre ces proies. Les proies qui s'enfoncent le plus profondément échappent à l'Huîtrier et aux autres prédateurs : c'est le cas pour des coquillages ou des vers de grande taille. En revanche, les coquillages les plus jeunes et les plus petits restent proches de la surface et constituent donc des proies faciles. En outre, certains coquillages, comme la Telline de la Baltique, vivent moins profond en été qu'en hiver et peuvent donc être consommés plus ou moins facilement selon la saison.
Deux techniques sont utilisées pour ouvrir les coquillages : l'insertion du bec et le martelage,,.   
L'insertion du bec entre les valves est caractéristique des individus possédant des becs fins, qui sont appelés en anglais stabbers, traduit en français par poignardeurs ou inciseurs. Cette technique permet de consommer la chair des coquillages enfouis, sans les extraire du sol, notamment lorsqu'ils sont immergés et légèrement entrouverts : l'Huîtrier pie insère son bec puis coupe les muscles adducteurs ou le byssus. Cette technique ne nécessite pas de briser la coquille des mollusques.
Le martelage, plus propre aux becs émoussés, est aussi la technique la plus longue. La proie est souvent posée sur une pierre qui sert d'enclume, et autour de laquelle on peut retrouver des restes de coquilles. La coquille est frappée jusqu'à se briser, permettant à l'oiseau de couper le muscle adducteur et d'extraire la chair. Le martelage peut viser la partie ventrale ou dorsale du coquillage.
Un seul oiseau n'utilise qu'une seule des deux techniques à la fois. Elle est apprise par les parents et perfectionnée par la pratique. 

### Comportement social
Sur la côte, l'activité des Huîtriers pie dépend fortement des marées - les animaux sont donc actifs de jour comme de nuit. Sans l'influence de la marée, ils sont diurnes à l'intérieur des terres.
Les Huîtriers pie nagent bien et fréquemment. Des troupes de plusieurs individus ont déjà été observées loin de la terre ferme. Il est probable qu'à marée haute, les oiseaux se reposent sur l'eau pendant les nuits sombres. Les jeunes oiseaux blessés ou qui ne sont pas encore capables de voler s'enfuient sur l'eau pour échapper à leurs ennemis et plongent alors, se déplaçant sous l'eau uniquement en battant des ailes. Avec une profondeur de plongée de 30 à 50 centimètres, les animaux peuvent parcourir des distances allant jusqu'à 15 mètres sous l'eau.
En dehors de la période de reproduction, les Huîtriers pie sont très sociables. Sur le lieu de nidification, ils peuvent en revanche faire preuve d'un comportement très agressif. Cela peut aller jusqu'à ce que des limicoles appartenant ou non à l'espèce soient secoués à mort ou dépecés par l'oiseau nicheur.
Comme de nombreuses autres espèces d'oiseaux nichant au sol, l'Huîtrier pie tente d'éloigner les prédateurs terrestres qui s'approchent du nid en les attirant. Si un prédateur potentiel ne s'approche pas trop du nid par surprise, l'oiseau nicheur s'enfuit le plus discrètement possible en profitant du couvert pour détourner le prédateur du nid en faisant semblant de couver ou en simulant des blessures. Si des animaux de pâturage comme des moutons ou des vaches s'approchent trop près du nid, l'huîtrier pie défend son nid ou sa couvée en piquant contre ces animaux. 

#### Hiérachie et comportements agressifs

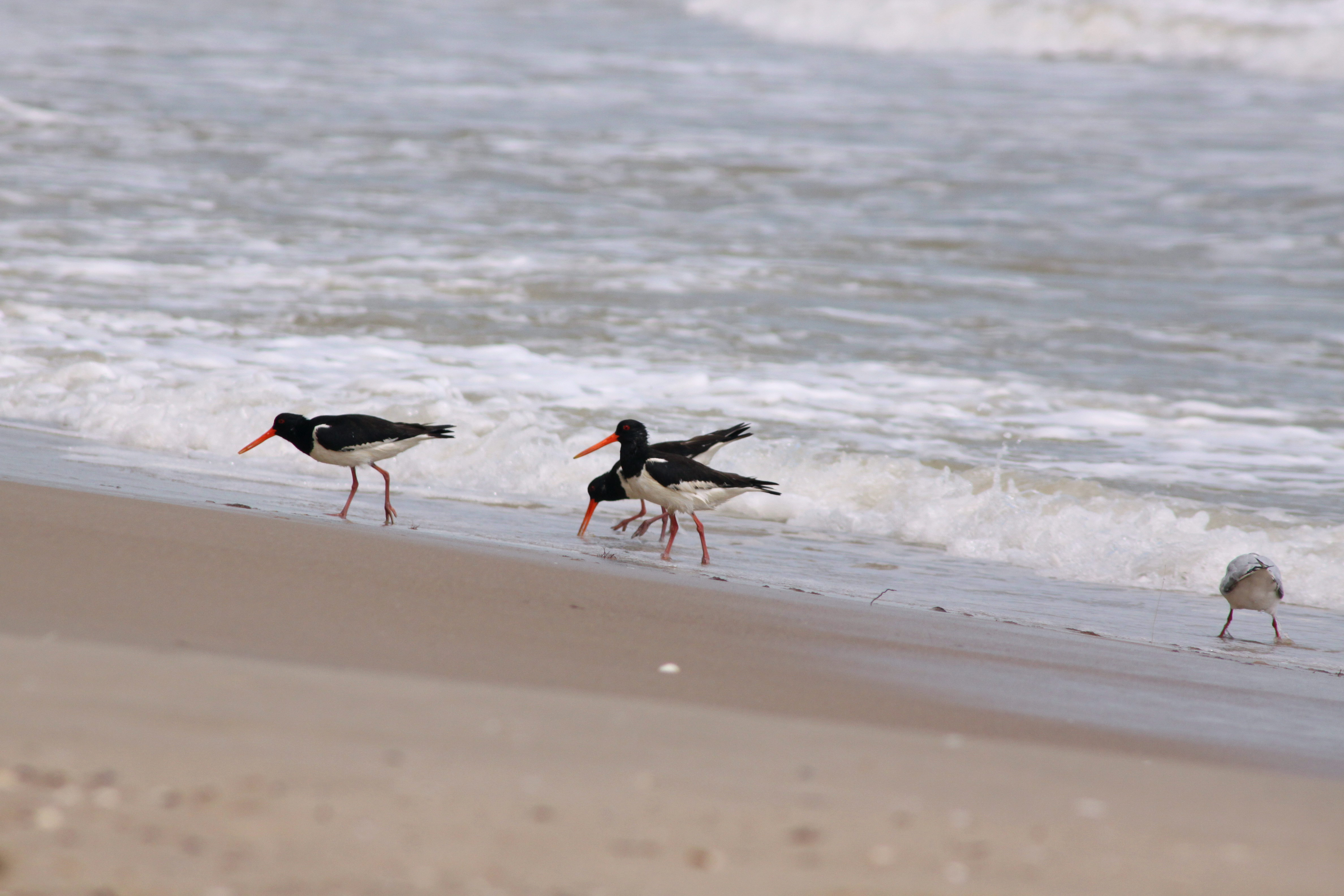
Les comportements agressifs sont peu fréquents lorsque la densité d'individus est faible (Côte de la Mer noire, 2014).

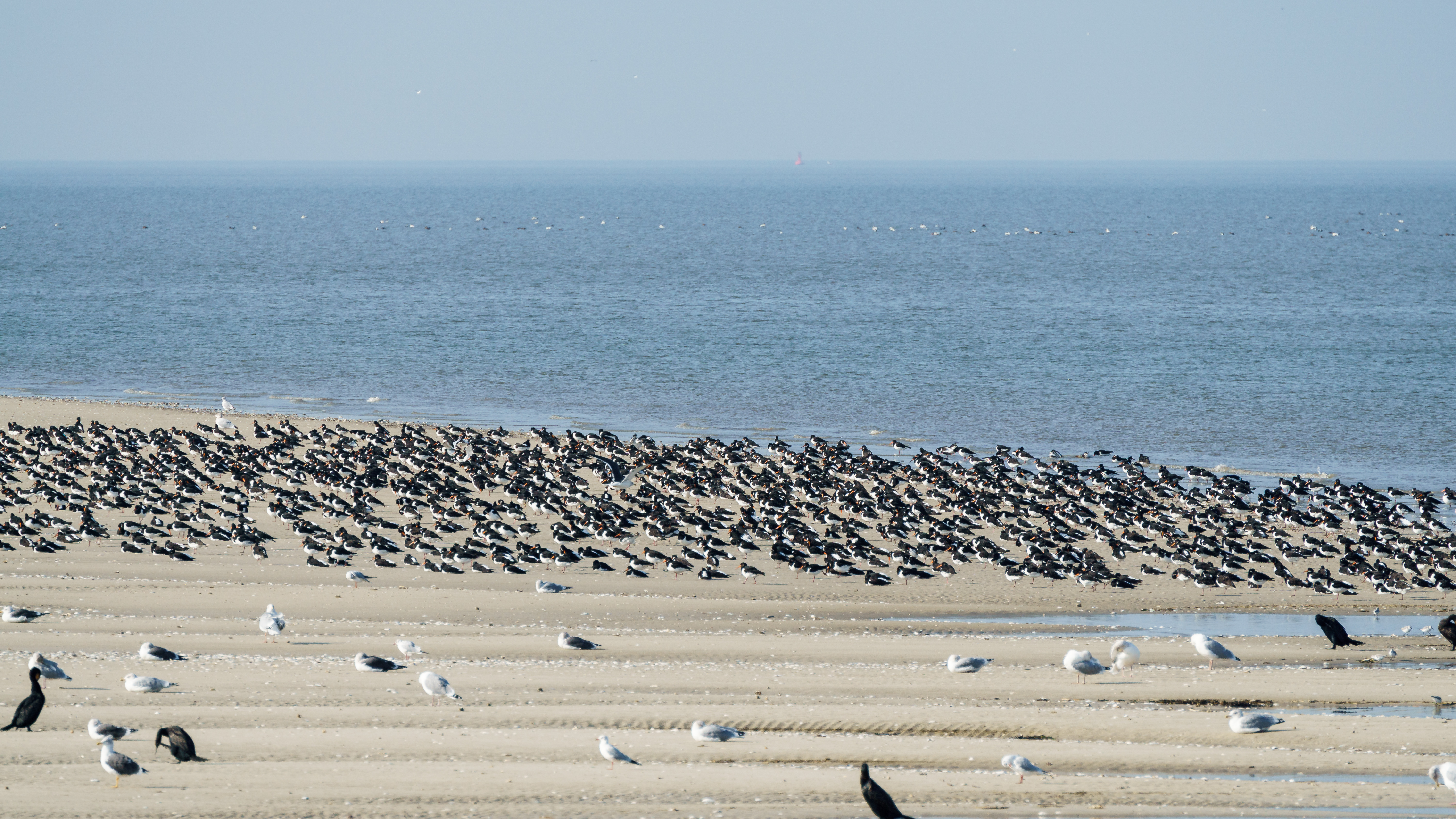
Une forte densité d'individus sur un site de recherche alimentaire augmente le risque de comportements agressifs et de vols de proies (Trischen, Allemagne, 2019).

Il existe une hiérarchie sociale chez les Huîtriers pie, qui conditionne leur rapport aux proies et déclenche des comportements agressifs, principalement si la densité d'individus sur une même zone alimentaire augmente,,. Les individus les plus faibles dans la hiérarchie et/ou les plus malhabiles ont plus de chance d'être agressés et de se faire voler leurs proies, tandis que les individus les plus agressifs, au sommet de la hiérarchie, seront rarement importunés. Les individus faibles initient rarement les combats, qu'ils risquent de perdre. Lorsque la densité d'individus est faible, ils se concentrent dans les zones les plus prisées pour la recherche de proies. En revanche, lorsque la densité augmente, certains individus se dispersent vers des zones moins prisées. Afin d'éviter de se faire voler leurs proies, les oiseaux peuvent garder les coquillages sous l'eau le temps de les ouvrir.
Lorsque la densité d'individus est faible, les comportements agressifs et les vols de proies sont rares. En revanche, lorsque la densité est forte, les individus dominants augmentent leur taux d'ingestion en attaquant fréquemment les dominés, qui voient leur taux d'ingestion décroître (à la fois parce qu'ils se font voler leurs proies et parce qu'ils perdent du temps à éviter les querelles). Triplet et Goss-Custard dénomment fonction d'interférence « la fonction qui lie le rythme d’ingestion d’un Huîtrier pie à la densité des autres Huîtriers pie présents dans sa proximité immédiate ». Cette fonction est étudiée et utilisée lors d'observations sur le terrain.

#### Cleptoparasitisme
L'Huîtrier pie tente rarement de voler des proies à d'autres espèces, mais il est fréquemment victime de cleptoparasitisme par les laridés et les corneilles noires. Les laridés, tels que les goélands argentés et les goélands cendrés, volent principalement des coquillages imposants que les Huîtriers ont déjà sortis du substrat. Les mouettes rieuses tentent aussi de voler les proies des Huîtriers, avec beaucoup moins de succès.
S'ils se font voler leurs proies, les Huîtriers pie n'entrent pas dans une querelle, qui serait trop coûteuse en énergie. Ils peuvent cependant tenter de s'envoler avec leur proie ou changer de zone de recherche.

### Chant
Les Huîtriers pies sont des oiseaux très vocaux. Le k'tbiik, fort et strident, est leur cri de contact typique. Sur leur lieu de nidification, ils émettent également un kip kip kip kip. Cela s'intensifie parfois jusqu'à devenir un trille bruyant et strident qui s'amplifie et s'éteint. On l'appelle aussi cérémonie du sifflement ou du trille et il se produit particulièrement souvent lorsque des voisins ou des huîtriers sans nid s'approchent trop près des limites du territoire de nidification. L'un des oiseaux nicheurs ou les deux vont alors à la rencontre de l'oiseau intrus, le bec baissé et légèrement ouvert, en trillant et en sifflant sur des tons aigus et en paraissant très excités.

### Reproduction

#### Construction du nid, ponte et couvaison

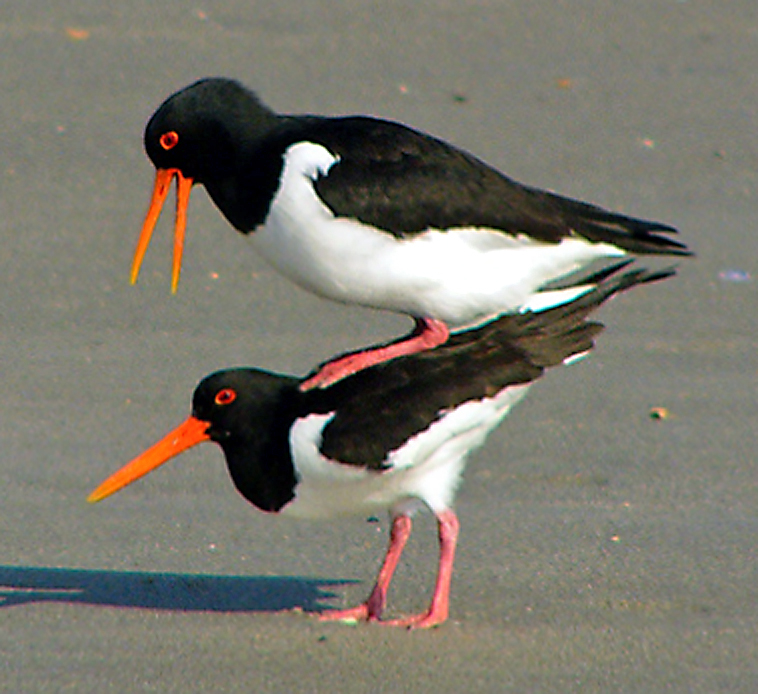
Accouplement d'Huîtriers pie.

La maturité est atteinte vers l'âge de 3 ou 4 ans, plus tôt chez les femelles que chez les mâles,. Le couple est généralement uni pour la vie et monogame, bien que quelques cas de polygynie (deux femelles pour un mâle) aient été observés,. 
En France, la reproduction débute au printemps, vers le mois de mars. La femelle choisit un site de nidification dans une zone où les ressources alimentaires sont abondantes (zones tranquilles le long des côtes, falaises, estuaires, voire des terres intérieures le long de plans d'eau, dans des cultures ou des prairies),,. Le mâle construit plusieurs nids dans la zone choisie par la femelle, qui en sélectionnera un. Les nids sont des constructions rudimentaires, en forme de cuvettes de 15 à 20cm de diamètre, qui peuvent être formées par une pression du corps dans le substrat puis garnies de matériaux divers (débris végétaux, algues, coquillages, cailloux, débris de coquilles),,.
Les oiseaux nichent parfois dans des sablières, sur des chantiers, dans le ballast de voies ferrées, sur des toits plats empierrés, sur des toits de chaume ou encore dans des oseraies[réf. nécessaire].
Une seule ponte a lieu par an, entre mars et fin juin. La femelle pond généralement trois œufs mats, allant du blanc-crème au brun-olive, tachés de brun-noir, déposés dans le nid avec la pointe vers le centre,,. Il arrive rarement que la femelle ponde deux ou quatre œufs, et exceptionnellement cinq. Des pontes plus importantes ne sont obtenues que par la « mise en commun » de deux ou plusieurs femelles. Chez les Huîtriers pie, il arrive également que des nids dits mixtes soient construits avec d'autres limicoles étrangers à l'espèce, des sternes et des mouettes, qui sont également couvés en alternance par les deux espèces différentes[réf. nécessaire]. Si la première nichée est détruite, par exemple par du bétail en pâture ou par des mouettes, on assiste généralement à des naissances ultérieures plus petites[réf. nécessaire]. 

Les œufs sont couvés par les deux parents, pour une durée allant de 24 à 27 jours, voire jusqu'à 35 si les conditions météorologiques sont mauvaises,,. 

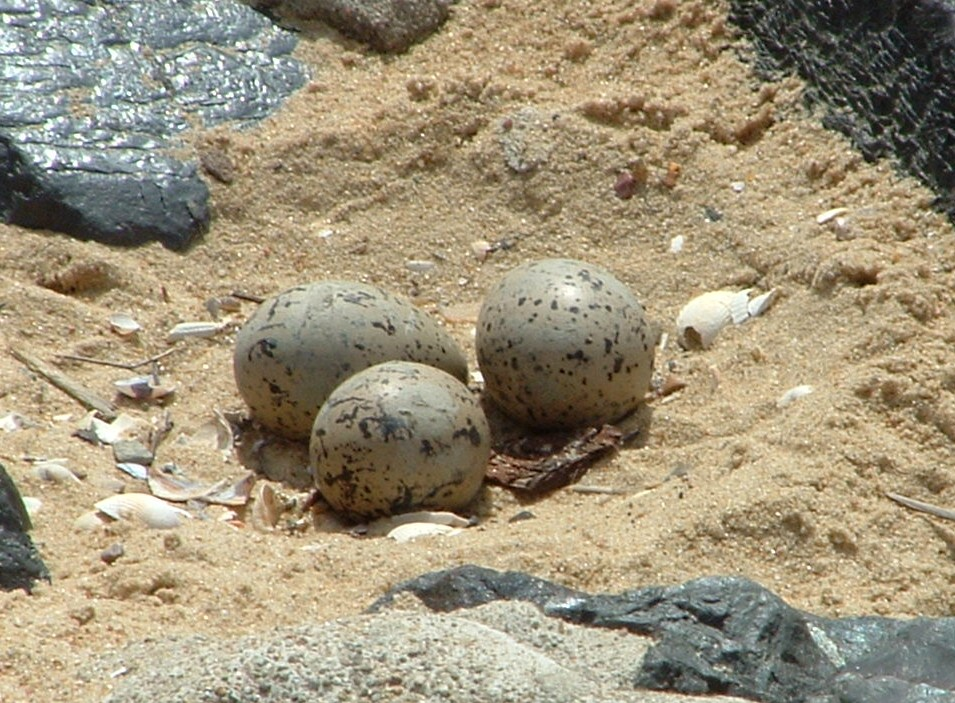
Nid simplement creusé dans le sable, avec quelques éclats de coquillages.
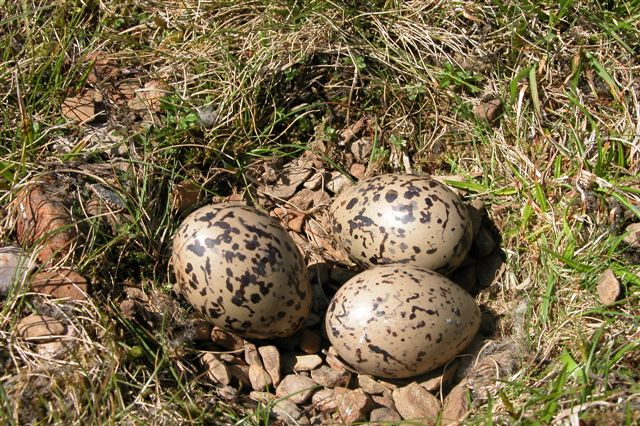
Nid sur des cailloux, entouré d'herbe.
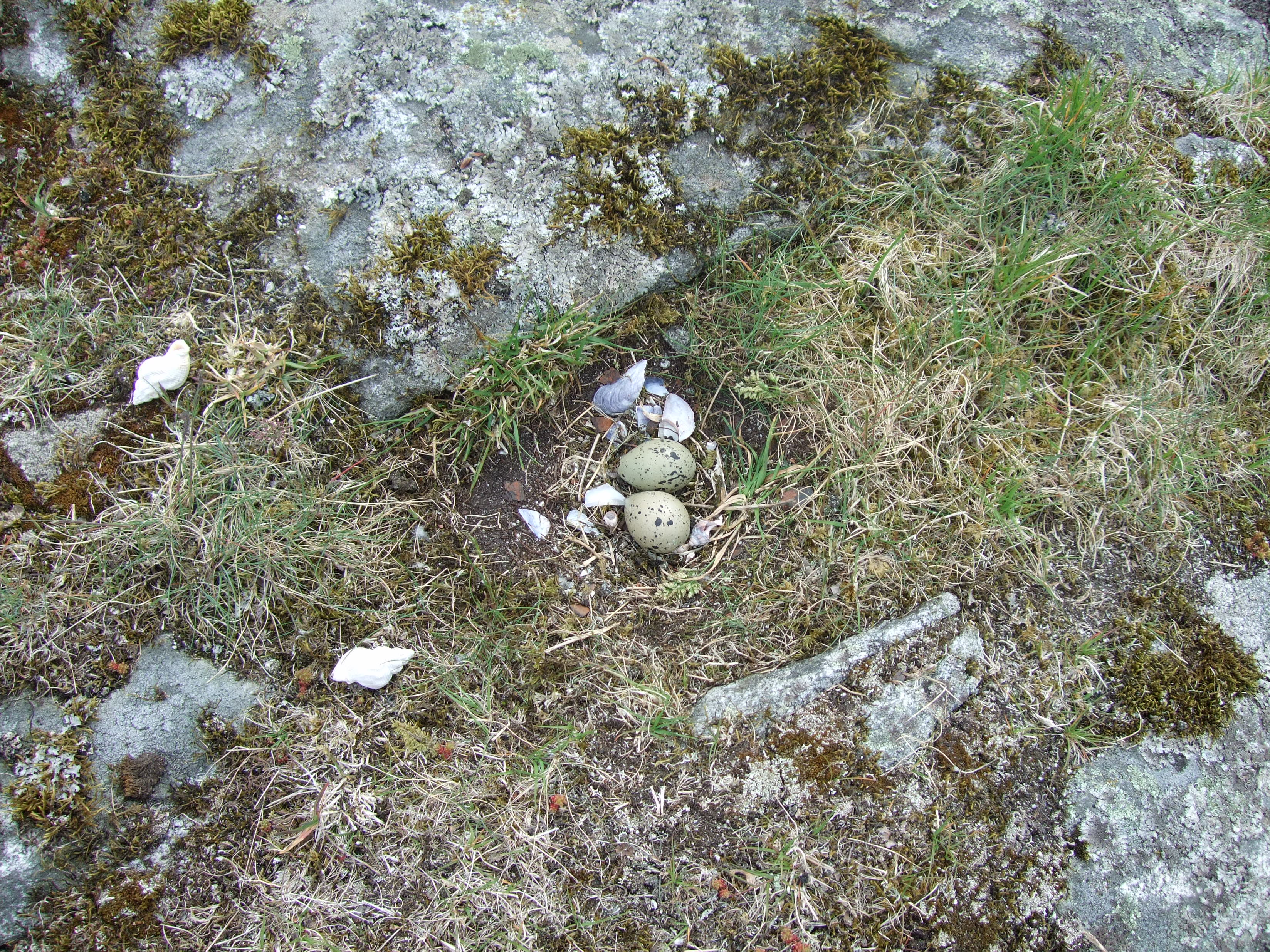
Deux œufs dans un nid à l'abri d'un rocher.
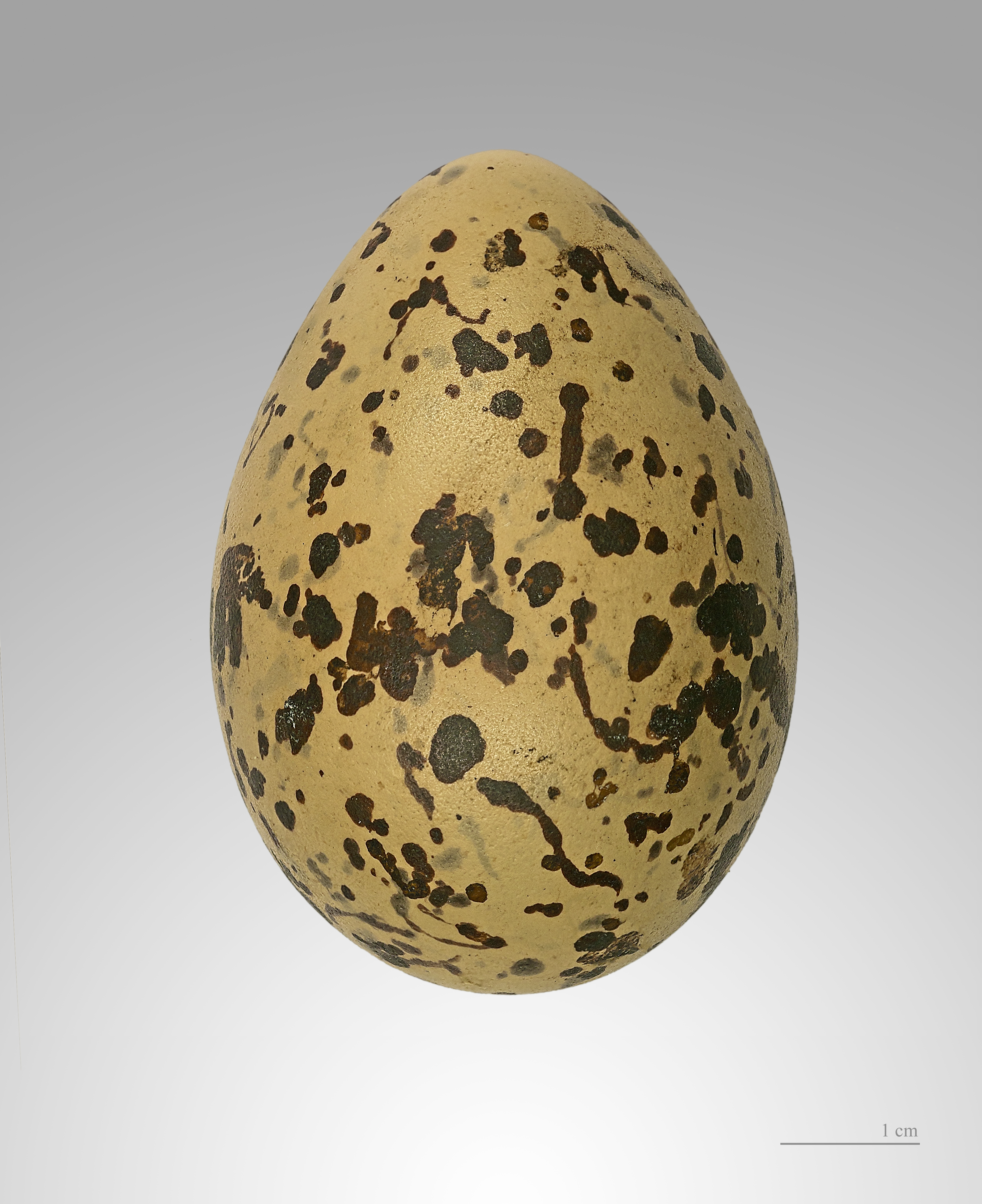
Détail d'un œuf (Muséum national d'histoire naturelle).

#### De l'éclosion à l'envol des jeunes

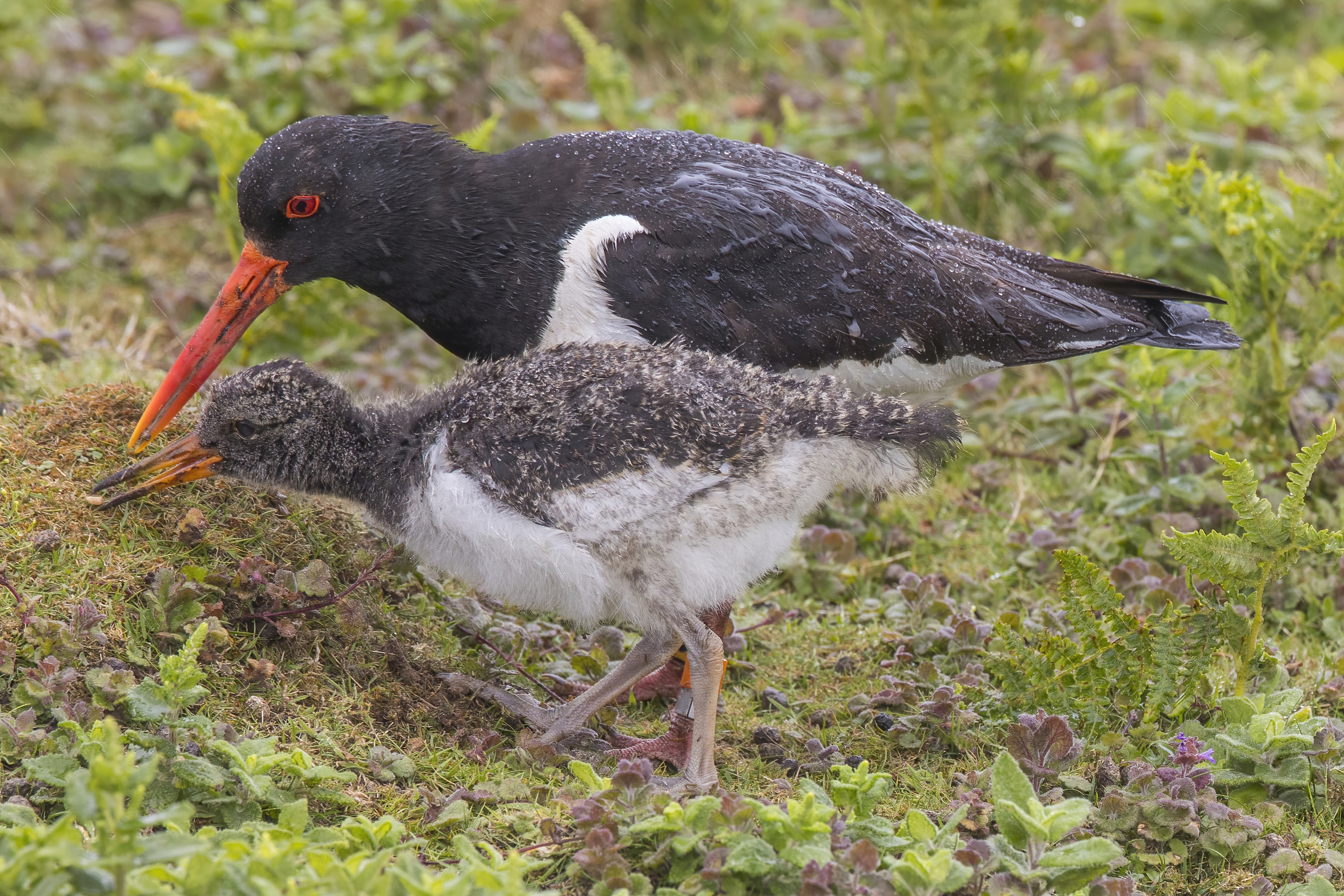
Un adulte et un juvénile huîtrier pie en train de manger sous la pluie sur l'île Skomer, au Royaume-Uni. Juin 2021.

Le développement des jeunes est plus rapide chez les oiseaux nicheurs de l'intérieur des terres que chez ceux qui se sont reproduits dans les régions côtières. Les jeunes qui n'ont pas éclos sur la côte, mais dans des champs à l'intérieur des terres, se détachent des adultes jusqu'à six semaines plus tôt, car ils apprennent plus rapidement à se nourrir seuls. Cela est certainement dû en premier lieu à la différence de spectre alimentaire. La nourriture principale des jeunes Huîtriers pie à la côte est constituée de coquillages, d'escargots et de crabes, qui doivent d'abord être « cassés » avant que l'animal puisse les consommer, ce qui nécessite un bec entièrement développé et durci. Les jeunes oiseaux vivant à l'intérieur des terres peuvent se nourrir plus facilement. Leur nourriture principale, le ver de terre, peut être avalée immédiatement sans effort. 
Un mois après l'envol, 16 % des jeunes éclos sont encore en vie[réf. nécessaire]. L'âge moyen des Huîtriers pie est de 14 à 15 ans. En captivité, ils peuvent vivre plus de 30 ans. Le record est toutefois détenu par un animal retrouvé mort en 1993. Son baguage, effectué en 1949 aux Pays-Bas, indique un âge respectable de 44 ans.  

## Répartition et habitat

### Répartition

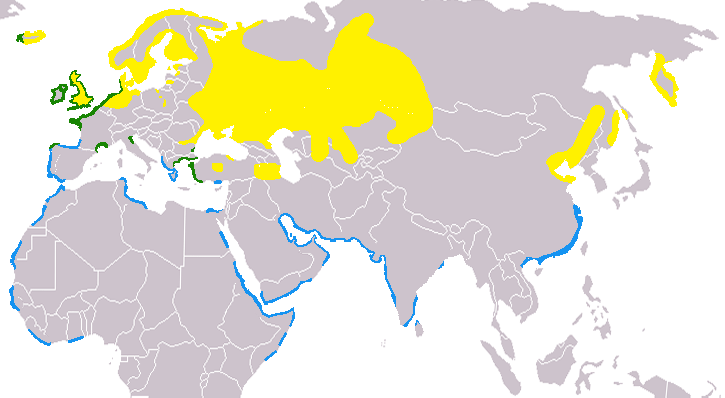
Carte de répartition de l'espèce.
En vert : sa zone d'habitat permanent ;
En jaune : ses zones d'habitats d'été ;
En bleu : ses zones d'hivernage.

L'Huîtrier pie est aujourd'hui le seul représentant du genre des Huîtriers pie vivant dans le Paléarctique occidental. Il s'agit d'une espèce migratrice sur la majeure partie de son aire de répartition. La population européenne se reproduit principalement dans le nord de l'Europe et dans les îles Britanniques, mais en hiver, on peut trouver les oiseaux en Afrique du Nord et dans le sud de l'Europe. De petites parties de la population nicheuse d'Islande restent sur la côte islandaise pendant l'hiver. Le reste de la population nicheuse islandaise passe l'hiver sur les côtes de la mer d'Irlande, où se retrouvent également les Huîtriers pie qui nichent dans les îles Féroé. Tant les populations nicheuses norvégiennes que les oiseaux qui se reproduisent dans les Pays baltes et en Russie passent l'hiver dans la mer des Wadden en mer du Nord. 
Bien que l'espèce soit présente toute l'année en Irlande, en Grande-Bretagne et sur les côtes européennes adjacentes, il y a toujours des mouvements migratoires : les grandes volées que l'on trouve dans les estuaires du sud-ouest de l'Angleterre en hiver se reproduisent principalement dans le nord de l'Angleterre ou en Écosse.
La sous-espèce Haematopus ostralegus longipes niche en Asie mineure, en Sibérie occidentale et dans le sud de la Russie centrale. Les membres de cette sous-espèce hivernent en Afrique de l'Est, en Arabie et dans l'ouest de l'Inde.
La sous-espèce Haematopus ostralegus osculans est en revanche nicheuse au Kamtchatka, en Chine et sur la côte ouest de la péninsule coréenne. Ils étaient notamment nicheurs, avant son endiguement, dans la Saemangeum, située sur la côte ouest de la Corée du Sud, à l'embouchure des fleuves Dongjin et Mangyung, et qui, avec ses 400 kilomètres carrés, faisait partie des plus grandes vasières de la planète. Les individus de cette sous-espèce hivernent dans le sud de la Chine. 
En raison de ses effectifs importants et de son comportement facilement identifiable, l'Huîtrier pie est une espèce indicatrice importante de la santé des écosystèmes où il se rassemble. Des études approfondies à long terme ont été menées sur son comportement de recherche de nourriture, dans le nord de l'Allemagne, aux Pays-Bas et en particulier dans l'estuaire de la rivière Exe, dans le sud-ouest de l'Angleterre. Ces études constituent une partie importante des fondements de la discipline moderne de l'écologie comportementale. 

### Habitat
L'Huîtrier pie montre un fort attachement aux côtes soumises à l'influence des marées pour des raisons alimentaires. Il préfère donc les côtes maritimes peu profondes et les îles, les embouchures de fleuves et de rivières. Les parties du littoral utilisées pendant la période de reproduction doivent présenter un substrat permettant de gratter la cuvette du nid. Il niche entre autres sur les plages de rochers, de galets et de sable ainsi que dans les dunes primaires et secondaires. Aux Pays-Bas, dans le nord-ouest de l'Allemagne et en partie aussi en Grande-Bretagne, on le trouve aussi dans les champs et les prairies à herbe rase pendant la période de reproduction ; à l'intérieur des terres, il séjourne presque exclusivement dans les pâturages humides où il niche de préférence près des lacs ou des larges rivières avec des rives de gravier. Il occupe notamment les vallées de l'Elbe, de l'Oder, du Rhin et de l'Ems. Les lacs de dragage dans les gravières correspondent également à son habitat. 

### Migration
Les oiseaux commencent à migrer vers leurs quartiers d'hiver à la fin de la période de reproduction. Les populations nicheuses européennes commencent leurs mouvements migratoires à partir de la mi-juillet. Elles s'intensifient en août et en septembre. Le retour dans les zones de nidification commence dès la fin janvier et se poursuit jusqu'en avril. Pour les oiseaux qui nichent en Asie centrale, le retour se termine encore plus tard. Lors de leur migration, les oiseaux suivent le tracé des côtes et ne se retrouvent qu'exceptionnellement à l'intérieur des terres.

### Effectifs et évolution des effectifs
À partir du milieu du xixe siècle, les populations d'huîtriers pies ont connu un net recul en raison des persécutions et des perturbations sur les sites de nidification. La population de ces oiseaux s'est lentement reconstituée depuis 1920 environ, après que les premières mesures de protection ont été prises. Depuis les années 1930, une colonisation a eu lieu le long des plaines fluviales. L'extension de l'agriculture herbagère, la diminution du ramassage des œufs des huîtriers, le recul de la chasse, l'augmentation des proies due à l'eutrophisation ainsi que la colonisation des terres agricoles ont notamment contribué à l'augmentation des effectifs. Cela a en partie conduit à une augmentation exponentielle des effectifs. Ainsi, en 1955, les Pays-Bas comptaient entre 8 000 et 12 000 couples nicheurs. Au début du xxie siècle, la population nicheuse était passée de 80 000 à 130 000 couples nicheurs. 72 % des huîtriers pie appartenant à la forme nominale passent l'hiver dans seulement treize régions.
L'UICN estime la population totale adulte d'Huîtriers pies entre 500 000 et 1 000 000  d'individus et classe l'espèce dans la catégorie des espèces quasi menacées (near threatened). En Europe centrale, les fluctuations actuelles de la population sont principalement dues à la persécution, aux dérangements et à la modification du biotope d'une part, et d'autre part aux mesures de protection intensives et aux endiguements dont bénéficie l'Huîtrier pie. L'élément déclencheur de l'implantation à l'intérieur des terres a probablement été la modernisation et l'intensification de l'agriculture. Ainsi, depuis le milieu des années 2000, les effectifs dans les districts de Grafschaft Bentheim et d'Emsland, où l'on observait auparavant une forte population à l'intérieur des terres, sont en net recul, la diminution drastique des surfaces en herbe et l'exploitation fortement plus intensive des surfaces en herbe restantes, associées à une pression accrue des prédateurs et aux perturbations de la nidification par les promeneurs, les chiens et les cavaliers, en étant probablement les principales causes. En raison de la diminution des surfaces de nidification appropriées et exemptes de perturbations, on constate dans ces régions comme ailleurs en Basse-Saxe une augmentation des nids d'huîtriers sur les toits plats, même dans les villes.
Parmi les pays européens qui comptent plus de 20 000 couples nicheurs, on trouve, outre les Pays-Bas, l'Allemagne, la Norvège et la Grande-Bretagne. En Wallonie, l’espèce est classée en catégorie CR (en danger critique) dans la liste rouge des espèces menacées. En Europe centrale, entre 112 000 et 168 000 couples nicheurs se sont reproduits au début du xxie siècle. La population hivernale en Europe se situe entre 900 000 et 1 100 000 individus. 
Les Huîtriers pies sont considérés comme l'une des espèces les plus touchées par les conséquences du réchauffement climatique. Une équipe de recherche mandatée par l'Agence britannique pour l'environnement et la RSPB pour étudier l'évolution future de la répartition des oiseaux nicheurs européens sur la base de modèles climatiques estime que l'huîtrier pie verra ses populations nicheuses s'éteindre en grande partie d'ici la fin du xxie siècle en Europe occidentale et centrale. Le Svalbard et la Nouvelle-Zemble deviendront certes des zones de distribution pour les huîtriers pies, mais cette extension de l'aire de répartition au nord ne pourra pas compenser les pertes d'aire de répartition prévues au sud.

## Systématique
L'huîtrier d'Europe a été répertorié par le naturaliste suédois Carl von Linné en 1758 dans la dixième édition de son Systema naturae sous le nom binomial Haemotopus ostralegus. Le nom de genre Haematopus combine le grec ancien haima αἳμα signifiant « sang » et pous πούς signifiant « pied ». L'épithète spécifique ostralegus combine le latin ostrea signifiant « huître » et legere signifiant « rassembler ».
Le nom d'huîtrier a été inventé par Mark Catesby en 1731 comme nom commun pour l'espèce nord-américaine Haemotopus palliatus, décrite comme mangeant des huîtres. William Yarrell l'a établi en 1843 comme le nom le plus commun, remplaçant l'ancien nom de Pie de mer. 
Temporairement considérées, dans la classification de Sibley-Ahlquist, comme appartenant à une tribu (Haematopodini) de la famille des charadriidés (dans la même sous-famille que les avocettes et les échasses), les 11 espèces d'huîtriers ont actuellement une famille qui leur est propre : les haematopodidés.

### Sous-espèces
D'après la classification de référence (version 14.1, 2024) de l'Union internationale des ornithologues, l'Huîtrier pie possède 4 sous-espèces (ordre philogénique) :
- Haematopus ostralegus ostralegus Linnaeus 1758 ;
- Haematopus ostralegus longipes Buturlin 1910 ;
- Haematopus ostralegus buturlini Dementiev 1941 ;
- Haematopus ostralegus osculans Swinhoe 1871.

Deux sous-espèces supplémentaires ont un temps été reconnues, mais ce n'est plus le cas aujourd'hui. Il s'agissait de H. o. occidentalis et H. o. malacophaga.

## L'Huîtrier pie et l'être humain

### Oiseau national des Îles Féroé
Aux îles Féroé, dans l'Atlantique Nord, l'Huîtrier pie, sous le nom indigène de Tjaldur, est l'oiseau national dont le retour annuel des quartiers d'hiver le 12 mars, jour de Grækarismessa, est célébré par les Féroïens comme le début du printemps.
Dans la chanson Fuglakvæði, le héros national féroïen Nólsoyar Páll a chanté au xixe siècle cet oiseau qui est depuis devenu le symbole de la quête d'indépendance des Féroé. Il doit ce statut à son comportement qui consiste à avertir tous les autres animaux en cas de danger.
L'huîtrier pie est strictement protégé aux îles Féroé. Des dizaines de milliers de couples s'y reproduisent. Quelques spécimens passent également l'hiver aux îles Féroé, mais la plupart migrent vers le sud.
La langue féroïenne connaît également un mot pour désigner le son émis par l'huîtrier pie : klipp klipp ![pourquoi ?]

### Divers
En Allemagne, en raison de son apparence similaire, l'Huîtrier pie est également appelé « Cigogne de Frise » dans le langage populaire.
L'astéroïde de la ceinture principale intérieure (8442) Ostralegus porte le nom de l'Huîtrier pie (nom scientifique : Haematopus ostralegus). Au moment où l'astéroïde a été nommé, le 2 février 1999, l'Huîtrier pie figurait sur la liste bleue néerlandaise des oiseaux importants, publiée en 1994 en même temps que la liste rouge néerlandaise des espèces d'oiseaux menacées.

## Galerie

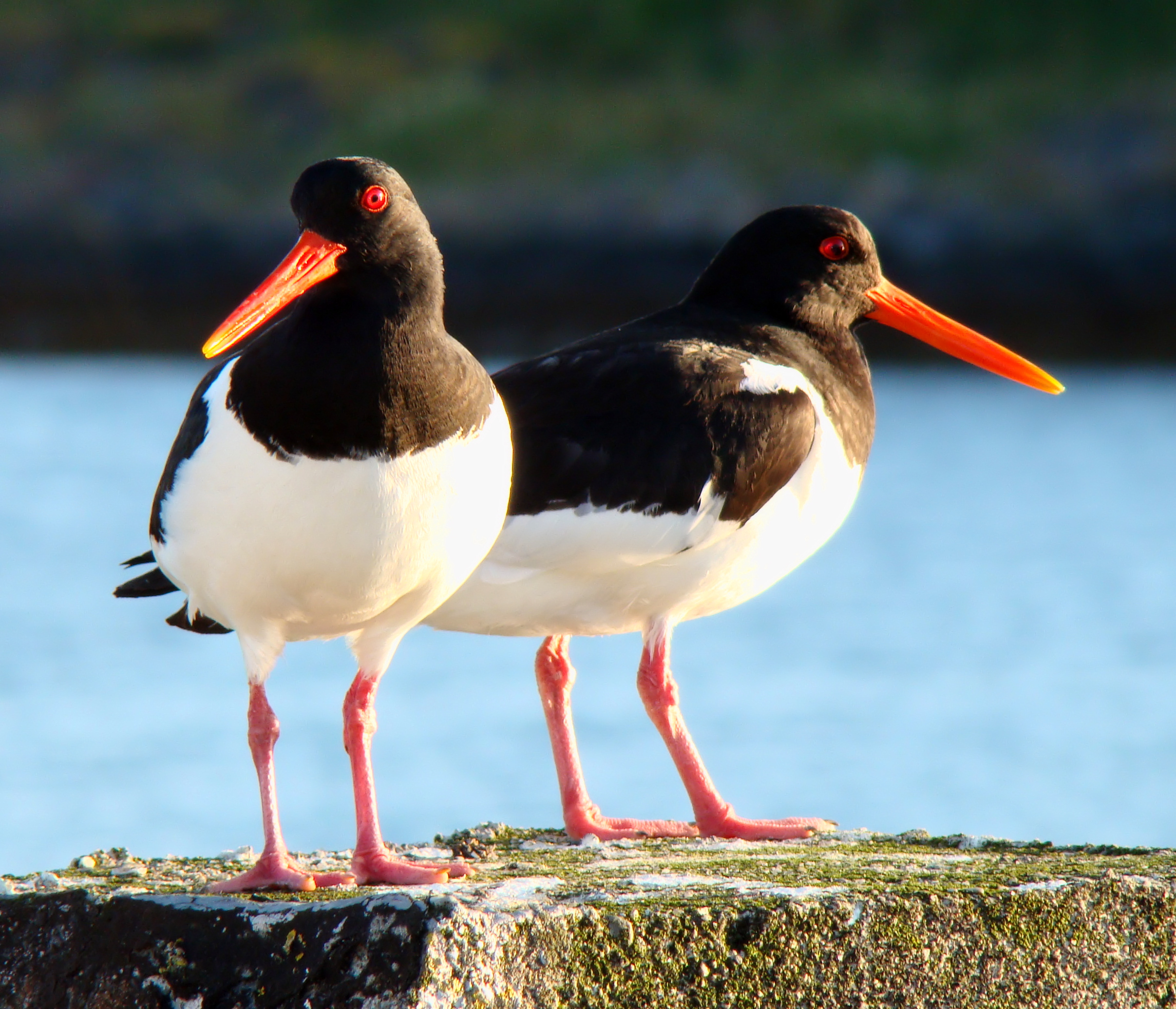
Deux huîtriers-pies en Norvège.
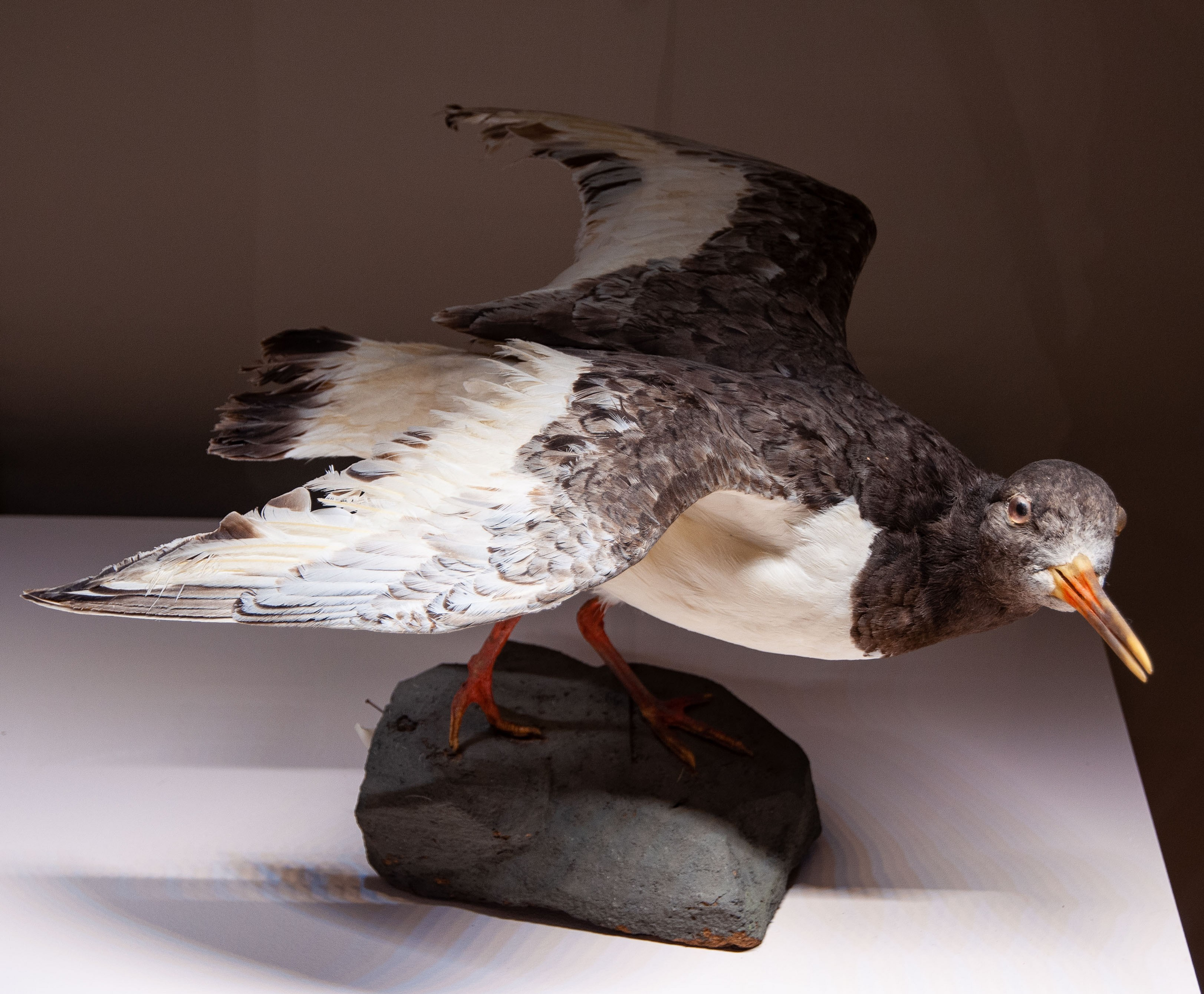
Huîtrier-pie naturalisé, Monaco.

#### Livres
- Armando Gariboldi et Andrea Ambrogio, Le comportement des oiseaux d'Europe, Neuchâtel, La Salamandre, 2019, 576 p. (ISBN 978-2-940584-53-6), p. 258-259
- Paul Géroudet et Georges Olioso (ill. Paul Barruel et Denis Clavreul), Limicoles, Gangas et Pigeons d'Europe, Paris, Delachaux et Niestlé, 2008 (1re éd. 1982), « L'huîtrier pie », p. 45-60.
- Frédéric Jiguet et Aurélien Audevard, Tous les oiseaux de France, de Belgique, de Suisse et du Luxembourg, Paris, Delachaux et Niestlé, 2022, 320 p. (ISBN 978-2-603-02769-1), p. 112.
- Patrick Triplet et John Douglas Goss-Custard, Survivre en hiver : le modèle Huîtrier pie, OMPO, 2023, 314 p. (ISBN 978-2-9560131-4-3, lire en ligne).

#### Articles
- Mission Migration, « Huîtrier pie (Haematopus ostralegus) » , sur migraction.net (consulté le 27 août 2024).
- LPO, « Zoom sur une espèce. L'Huîtrier pie » , sur paca.lpo.fr (consulté le 27 août 2024).
- LPO, « Huitrier pie » , sur normandie.lpo.fr (consulté le 27 août 2024).
- Oiseaux de France, « Prospection - Huîtrier pie » , sur oiseauxdefrance.org (consulté le 27 août 2024)
- Murielle Tourenne, Jean-Pierre Corolla, Laetitia Beauverger, Michel Barrabes et Laurent Fey, « Haematopus ostralegus Linnaeus, 1758 » , sur DORIS, 24 janvier 2021 (consulté le 27 août 2024).
- Daniel Le-Dantec, « Huîtrier pie » , sur oiseaux.net, 10 mars 2004 (consulté le 27 août 2024).
- Réserve naturelle de la baie de Saint-Brieuc, « Huîtrier pie - Eurasian Oystercatcher - Haematopus ostralegus »  [PDF], sur reservebaiedesaintbrieuc.com, 2023 (consulté le 27 août 2024).
- Réserve naturelle de la baie de Saint-Brieuc, « Dossier thématique. L'huîtrier-pie... la pie de l'estran »  [PDF], sur reservebaiedesaintbrieuc.com, novembre-décembre 2007 (consulté le 27 août 2024).
- MNHN, « Huîtrier pie, Haematopus ostralegus (Linné, 1758) », Cahiers d'Habitat « Oiseaux » (consulté le 15 décembre 2024).